# Irene Epple
Irene Epple-Waigel (ur. 18 czerwca 1957 w Seeg) – niemiecka narciarka alpejska reprezentująca RFN, wicemistrzyni olimpijska, dwukrotna medalistka mistrzostw świata oraz dwukrotna zdobywczyni Małej Kryształowej Kuli Pucharu Świata. Jej młodsza siostra, Maria, także uprawiała narciarstwo alpejskie.

## Kariera
W zawodach Pucharu Świata zadebiutowała 7 grudnia 1972 roku w Val d’Isère, zajmując 28. miejsce w zjeździe. Pierwsze punkty (do sezonu 1978/79 punktowało tylko dziesięciu najlepszych zawodników) zdobyła 15 marca 1973 roku w japońskiej miejscowości Naeba, gdzie zajęła ósme miejsce w gigancie. Pierwsze podium w zawodach tego cyklu wywalczyła 3 grudnia 1975 roku w Val d’Isère, zajmując drugie miejsce w zjeździe. W zawodach tych uległa jedynie Bernadette Zurbriggen ze Szwajcarii. Swój pierwszy medal na międzynarodowej imprezie zdobyła podczas mistrzostw świata w Garmisch-Partenkirchen w 1978 roku, gdzie zajęła drugie miejsce w zjeździe, rozdzielając na podium Austriaczkę Annemarie Moser-Pröll oraz Szwajcarkę Doris de Agostini. Na tej samej imprezie zajęła także czwarte miejsce w gigancie, przegrywając walkę o podium z Moser-Pröll o 0,12 sekundy.
Największe sukcesy odnosiła w latach 1979-1984. W sezonie 1978/1979 dziewięć razy stawała na podium zawodów pucharowych. Chociaż nie odniosła żadnego zwycięstwa to zajęła trzecie miejsce w klasyfikacji generalnej, plasując się za Moser-Pröll i Hanni Wenzel z Liechtensteinu. Trzecia była także w klasyfikacji giganta, a w zjeździe była piąta. Przed dwa kolejne sezony była piątą zawodniczką klasyfikacji generalnej PŚ. W tym czasie odniosła swoje pierwsze zwycięstwa, wygrywając giganty 12 marca 1980 roku w Saalbach-Hinterglemm oraz 3 grudnia 1980 roku w Val d’Isère. W sezonie 1979/1980 była czwarta, a rok później trzecia w klasyfikacji giganta. W lutym 1980 roku wystartowała na igrzyskach olimpijskich w Lake Placid, gdzie w tej samej konkurencji była druga. Po pierwszym przejeździe giganta Epple zajmowała drugie miejsce, tracąc do prowadzącej Wenzel 0,42 sekundy. W drugim przejeździe osiągnęła czwarty czas, co dało jej jednak drugi łączny wynik i srebrny medal. Ostatecznie o 0,46 sekundy przegrała z Hanni Wenzel, a o 0,29 sekundy pokonała brązową medalistkę, Perrine Pelen z Francji.
Sezon 1981/1982 był najlepszym w jej karierze. Niemka dwanaście razy stawała na podium, z czego sześciokrotnie zwyciężała: 6 grudnia w Val d’Isère, 10 grudnia w Gressan, 8 stycznia w Pfronten oraz 4 marca 1982 roku w Waterville Valley wygrywała giganta, a 18 grudnia w Piancavallo i 14 stycznia 1982 roku w Pfronten była najlepsza w kombinacji. Wyniki te dały jej drugie miejsce w klasyfikacji generalnej oraz Małe Kryształowe Kule za zwycięstwa w klasyfikacjach giganta i kombinacji. Z mistrzostw świata w Schladming wróciła jednak bez medalu. W kombinacji była siódma, w zjeździe ósma, a w gigancie czternasta.
W czołowej dziesiątce Pucharu Świata plasowała się także w dwóch kolejnych latach. Kilkakrotnie stawała na podium, odnosząc trzy kolejne zwycięstwa: 9 stycznia 1983 roku w Verbier wygrała supergiganta, 7 grudnia 1983 roku w Val d’Isère wygrała zjazd, a cztery dni później była najlepsza w kombinacji. Zwycięstwo z 11 grudnia 1983 roku było jej ostatnim pucharowym triumfem i ostatnim zwycięstwem w międzynarodowych zawodach tej rangi. W sezonie 1982/1983 była szósta w klasyfikacji generalnej oraz trzecia w kombinacji, plasując się za Wenzel i Austriaczką Elisabeth Kirchler. W kolejnym sezonie była czwarta w klasyfikacji generalnej, a w klasyfikacji kombinacji zajęła drugie miejsce, ulegając tylko Erice Hess ze Szwajcarii. W lutym 1984 roku brała udział w igrzyskach olimpijskich w Sarajewie, zajmując 21. miejsce w gigancie i 23. miejsce w zjeździe.
Startowała także w sezonie 1984/1985, jednak nie osiągała wyników porównywalnych z poprzednimi sezonami. Na podium znalazła się tylko raz: 6 grudnia 1984 roku w Puy-Saint-Vincent była trzecia w zjeździe. Było to ostatnie podium w jej karierze. W klasyfikacji generalnej zajęła dopiero 35. miejsce. Na początku 1985 roku zakończyła karierę, nie startując na mistrzostwach świata w Bormio.
Wielokrotnie zdobywała medale mistrzostw kraju, w tym sześć złotych: w zjeździe w altach 1973, 1978 i 1981 oraz gigancie w latach 1975, 1976 i 1978. W 1980 roku została wybrana sportsmenką roku w RFN. W 1992 roku ukończyła medycynę na Uniwersytecie Ludwika i Maksymiliana w Monachium. W 2011 roku została odznaczona Orderem Zasługi Republiki Federalnej Niemiec.
Jej mężem jest niemiecki polityk Theo Waigel, z którym ma syna.

## Osiągnięcia

### Igrzyska olimpijskie
| Miejsce | Dzień     | Rok  | Miejscowość | Konkurencja | Czas biegu | Strata | Zwyciężczyni          |
| ------- | --------- | ---- | ----------- | ----------- | ---------- | ------ | --------------------- |
| 10.     | 8 lutego  | 1976 | Innsbruck   | Zjazd       | 1:46,16    | +2,75  | Rosi Mittermaier      |
| 15.     | 13 lutego | 1976 | Innsbruck   | Gigant      | 1:29,13    | +2,33  | Kathy Kreiner         |
| 19.     | 17 lutego | 1980 | Lake Placid | Zjazd       | 1:37,52    | +4,16  | Annemarie Moser-Pröll |
| 2.      | 21 lutego | 1980 | Lake Placid | Gigant      | 2:41,66    | +0,46  | Hanni Wenzel          |
| DNF     | 23 lutego | 1980 | Lake Placid | Slalom      | 1:25,09    | -      | Hanni Wenzel          |
| 21.     | 13 lutego | 1984 | Sarajewo    | Gigant      | 2:20,98    | +4,54  | Debbie Armstrong      |
| 23.     | 16 lutego | 1984 | Sarajewo    | Zjazd       | 1:13,36    | +2,29  | Michela Figini        |

### Mistrzostwa świata
| Miejsce | Dzień       | Rok  | Miejscowość            | Konkurencja | Czas biegu | Strata     | Zwyciężczyni          |
| ------- | ----------- | ---- | ---------------------- | ----------- | ---------- | ---------- | --------------------- |
| 10.     | 8 lutego    | 1976 | Innsbruck              | Zjazd       | 1:46,16    | +2,75      | Rosi Mittermaier      |
| 15.     | 13 lutego   | 1976 | Innsbruck              | Gigant      | 1:29,13    | +2,33      | Kathy Kreiner         |
| 2.      | 1 lutego    | 1978 | Garmisch-Partenkirchen | Zjazd       | 1:48,31    | +0,24      | Annemarie Moser-Pröll |
| 4.      | 4 lutego    | 1978 | Garmisch-Partenkirchen | Gigant      | 2:41,15    | +0,87      | Maria Epple           |
| 19.     | 17 lutego   | 1980 | Lake Placid            | Zjazd       | 1:37,52    | +4,16      | Annemarie Moser-Pröll |
| 2.      | 21 lutego   | 1980 | Lake Placid            | Gigant      | 2:41,66    | +0,46      | Hanni Wenzel          |
| DNF     | 23 lutego   | 1980 | Lake Placid            | Slalom      | 1:25,09    | -          | Hanni Wenzel          |
| 7.      | 31 stycznia | 1982 | Schladming             | Kombinacja  | 8,99 pkt   | +38,28 pkt | Erika Hess            |
| 14.     | 2 lutego    | 1982 | Schladming             | Gigant      | 2:37,17    | +3,73      | Erika Hess            |
| 8.      | 4 lutego    | 1982 | Schladming             | Zjazd       | 1:37,47    | +1,09      | Gerry Sorensen        |

### Puchar Świata

#### Miejsca w klasyfikacji generalnej
- sezon 1972/1973: 41.
- sezon 1973/1974: 34.
- sezon 1974/1975: 13.
- sezon 1975/1976: 10.
- sezon 1976/1977: 18.
- sezon 1977/1978: 11.
- sezon 1978/1979: 3.
- sezon 1979/1980: 5.
- sezon 1980/1981: 5
- sezon 1981/1982: 2.
- sezon 1982/1983: 6.
- sezon 1983/1984: 4.
- sezon 1984/1985: 35.

#### Zwycięstwa w zawodach
1. Saalbach-Hinterglemm – 12 marca 1980 (gigant)
2. Val d’Isère – 3 grudnia 1980 (gigant)
3. Val d’Isère – 6 grudnia 1981 (gigant)
4. Gressan – 10 grudnia 1981 (gigant)
5. Piancavallo – 18 grudnia 1981 (kombinacja)
6. Pfronten – 8 stycznia 1982 (gigant)
7. Pfronten – 14 stycznia 1982 (kombinacja)
8. Waterville Valley – 4 marca 1982 (gigant)
9. Verbier – 9 stycznia 1983 (supergigant)
10. Val d’Isère – 7 grudnia 1983 (zjazd)
11. Val d’Isère – 11 grudnia 1983 (kombinacja)

- 11 zwycięstw (6 gigantów, 3 kombinacje, 1 supergigant i 1 zjazd)

#### Pozostałe miejsca na podium
1. Val d’Isère – 3 grudnia 1975 (zjazd) – 2. miejsce
2. Pfronten – 8 stycznia 1977 (zjazd) – 3. miejsce
3. Les Diablerets – 13 stycznia 1978 (zjazd) – 3. miejsce
4. Arosa – 17 marca 1978 (gigant) – 2. miejsce
5. Piancavallo – 12 grudnia 1978 (gigant) – 3. miejsce
6. Meiringen – 17 stycznia 1979 (zjazd) – 2. miejsce
7. Schruns – 26 stycznia 1979 (zjazd) – 3. miejsce
8. Pfronten – 4 lutego 1979 (kombinacja) – 2. miejsce
9. Pfronten – 4 lutego 1979 (zjazd) – 3. miejsce
10. Berchtesgaden – 6 lutego 1979 (gigant) – 2. miejsce
11. Aspen – 8 marca 1979 (gigant) – 2. miejsce
12. Heavenly Valley – 11 marca 1979 (gigant) – 3. miejsce
13. Furano – 19 marca 1979 (gigant) – 3. miejsce
14. Waterville Valley – 28 lutego 1980 (gigant) – 3. miejsce
15. Mont-Sainte-Anne – 2 marca 1980 (gigant) – 2. miejsce
16. Val d’Isère – 3 grudnia 1980 (zjazd) – 3. miejsce
17. Val d’Isère – 4 grudnia 1980 (kombinacja) – 2. miejsce
18. Schruns – 12 stycznia 1981 (zjazd) – 3. miejsce
19. Nendaz – 22 stycznia 1981 (gigant) – 3. miejsce
20. Haus – 8 lutego 1981 (zjazd) – 2. miejsce
21. Maribor – 10 lutego 1981 (gigant) – 3. miejsce
22. Saalbach – 19 grudnia 1981 (zjazd) – 3. miejsce
23. Saint-Gervais – 21 grudnia 1981 (kombinacja) – 3. miejsce
24. Chamonix – 22 grudnia 1981 (gigant) – 2. miejsce
25. Grindelwald – 14 stycznia 1982 (zjazd) – 2. miejsce
26. Bad Gastein – 20 stycznia 1982 (kombinacja) – 2. miejsce
27. Aspen – 27 lutego 1983 (gigant) – 3. miejsce
28. Verbier – 10 stycznia 1983 (supergigant) – 3. miejsce
29. Val d’Isère – 8 grudnia 1983 (zjazd) – 2. miejsce
30. Haus – 21 grudnia 1983 (zjazd) – 2. miejsce
31. Puy-Saint-Vincent – 8 stycznia 1984 (kombinacja) – 2. miejsce
32. Bad Gastein – 13 stycznia 1984 (zjazd) – 2. miejsce
33. Puy-Saint-Vincent – 6 grudnia 1984 (zjazd) – 3. miejsce